# Emma Lomax
Pour les articles homonymes, voir Lomax.
Louise Emily Emma Lomax (22 juin 1873 - 29 août 1963) est une compositrice et pianiste anglaise.  

## Biographie
Née à Brighton, elle est la fille du conservateur de la Brighton Free Library and Museum.
Elle étudie à la Brighton School of Music puis à la Royal Academy of Music de Londres.
Elle est boursière Thomas Goring de 1907 à 1910 et elle a remporté la médaille d'argent Lucas. 
Après avoir terminé ses études, Lomax enseigne la théorie et le contrepoint à la Royal Academy of Music.
Elle meurt à Brighton. 

## Œuvres
- The Storm Bird, cantate (1902)
- Prelude to Act II of The Marsh of Vervais